# Zachary Knighton
Zachary Andrew Knighton (ur. 25 października 1978 w Alexandrii) – amerykański aktor. Odtwórca roli Dave’a Rose w sitcomie ABC Happy Endings (2011–2013) i Orville’a „Ricka” Wrighta w serialu kryminalnym CBS/NBC Magnum: Detektyw z Hawajów (2018–2024).

## Życiorys
Urodził się w Alexandrii w stanie Wirginia jako syn Brendy i Billy’ego Knightonów. W 1996 ukończył Frank W. Cox High School i Governor’s School for the Arts w Virginia Beach w Wirginii. Odkrył w sobie pasję do aktorstwa w pierwszej klasie liceum, gdy wystąpił roli Jima w przedstawieniu Szklana menażeria Tennessee Williamsa. Potem ukończył wydział teatralny na Virginia Commonwealth University w Richmond w Wirginii.
Zadebiutował na małym ekranie w roli Williama Alexandra w miniserialu CBS Amerykański skandal (Sally Hemings: An American Scandal, 2000) z Carmen Ejogo. Pracował przez sześć lat jako barman, zanim zdobył rolę Laza Lackersona w serialu Życie na patyku (Life on a Stick, 2005). Był producentem filmu krótkometrażowego Yowl (2014), w którym również wystąpił. Wyreżyserował odcinek serialu Happy Endings: Happy Rides (2012).
W latach 2008–2015 był żonaty z Hang Knighton, z którą ma córkę Tallulah. 27 sierpnia 2018 zawarł związek małżeński z Betsy Phillips, z którą ma dwóch synów – Beara Analu (ur. 25 października 2019) i Bowena Lucka (ur. 12 listopada 2021).

## Filmografia

### Filmy
- 2000: Krew niewinnych (Cherry Falls) jako pan Rolly
- 2002: La vie nouvelle jako Seymour
- 2003: Kurczak (The Mudge Boy) jako Travis
- 2007: Supreme Courtships (TV) jako Clyde
- 2007: Autostopowicz (The Hitcher) jako Jim Halsey
- 2008: Surfer, Dude jako Brillo Murphy
- 2016: Znajdź mnie (Come and Find Me) jako Charlie
- 2017: Wieczór kawalerski (Big Bear) jako Colin
- 2018: Gorące diablice (Little Bitches) jako pan Warner

### Seriale
- 2001: Prawo i porządek (Law & Order) jako Paul Wyler
- 2001: Nie ma sprawy (Ed) jako Stephen
- 2004: Prawo i bezprawie (Law & Order: Special Victims Unit) jako Lukas Ian Croft
- 2005: Miłość z o.o. (Love, Inc.) jako Brad
- 2006: Related jako Gary
- 2008, 2013, 2025: U nas w Filadelfii (It’s Always Sunny in Philadelphia) jako przypadkowy facet, sąsiad Franka
- 2009: Kości (Bones) jako Chet Newcomb
- 2009–2010: FlashForward: Przebłysk jutra (FlashForward) jako Dr Bryce Varley
- 2010: Dr House (House) jako Billy
- 2011–2013: Happy Endings (Happy Endings) jako Dave Rose
- 2013: Wilfred jako Bill Listonosz
- 2014: Parenthood jako Evan Knight
- 2015: Weird Loners jako Stosh Lewandoski
- 2016: Blef (The Catch) jako Morgan Foster
- 2016: Elementary jako Aaron Stone
- 2016: Kłamstwa na sprzedaż (House of Lies) jako Max
- 2017: Przepis na amerykański sen (Fresh Off the Boat) jako Doug
- 2017: Sprawa idealna (The Good Fight) jako dr Randolph Picot
- 2018: LA do Vegas (LA to Vegas) jako Bryan
- 2018–2019: Santa Clarita Diet jako Paul
- 2018–2024: Magnum: Detektyw z Hawajów jako Orville „Rick” Wright
- 2020: Hawaje 5-0 jako Orville „Rick” Wright